# Éclipse lunaire du 8 novembre 2022
| Éclipse totale de Lune du 8 novembre 2022 | Éclipse totale de Lune du 8 novembre 2022 |
| ----------------------------------------- | ----------------------------------------- |
|                                           |                                           |
| Gamma                                     | 0,2570                                    |
| Magnitude                                 | 1,3589                                    |
| Localisation                              | Océan Pacifique                           |
| Saros (membre de la série)                | 136 (20 sur 72)                           |
| Durée (h:min:s)                           |                                           |
| Totalité                                  | 1 h 24 min 58 s                           |
| Phases partielles                         | 3 h 39 min 50 s                           |
| Phases pénombrales                        | 5 h 53 min 51 s                           |
| Contacts (UTC)                            |                                           |
| P1                                        | 08:02:17                                  |
| U1                                        | 09:09:12                                  |
| U2                                        | 10:16:39                                  |
| Maximum                                   | 10:59:08                                  |
| U3                                        | 11:41:37                                  |
| U4                                        | 12:49:03                                  |
| P4                                        | 13:56:08                                  |
|                                           |                                           |

L'éclipse lunaire du 8 novembre 2022 est une éclipse totale, la seconde des deux éclipses lunaires totales en 2022, la première ayant eu lieu le 16 mai.
La partie sud de la Lune passe par le centre de l'ombre de la Terre. C'est donc aussi une éclipse lunaire totale centrale, comme la précédente. Elle se produit seulement 5,8 jours avant l'apogée de la Lune (Apogée le 14 novembre 2022), le diamètre lunaire apparent sera plus petit. 

La prochaine éclipse lunaire totale n'aura alors pas lieu avant le 14 mars 2025 (en), qui sera proche du périgée.

## Visibilité
L'éclipse est entièrement visible depuis l'Océan Pacifique et la majeure partie de l'Amérique du Nord. Elle est visible au lever de la Lune depuis l'Australie, l'Asie et l’extrême Nord-Est de l'Europe, et au coucher de la Lune depuis l'Amérique du Sud et l'Est de l'Amérique du Nord.

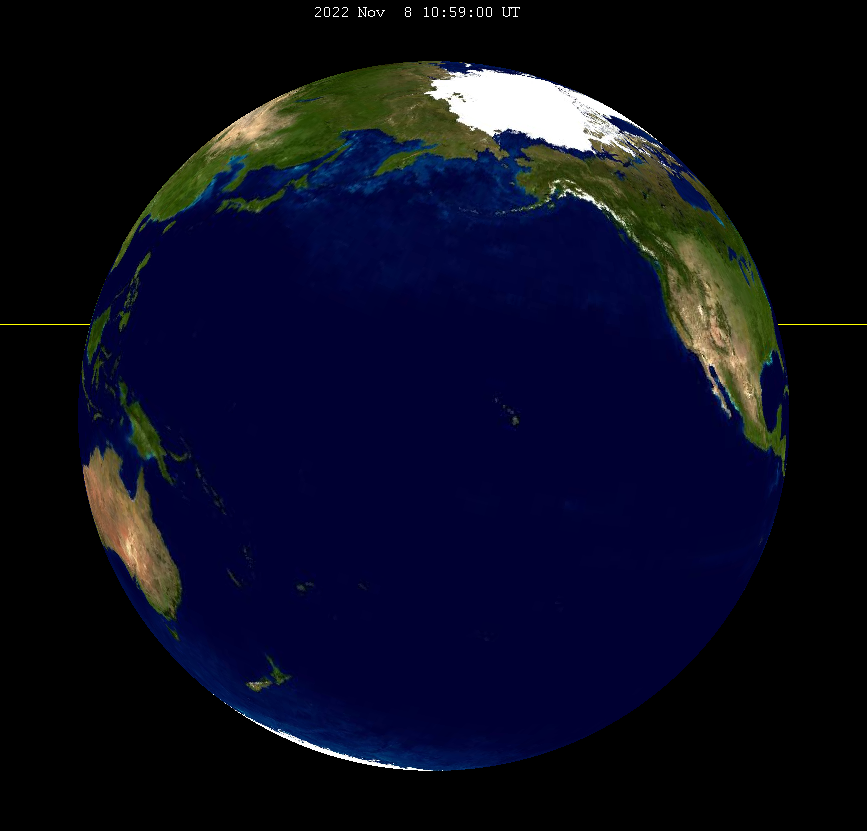
La Terre vue de la Lune lors du maximum de l'éclipse.

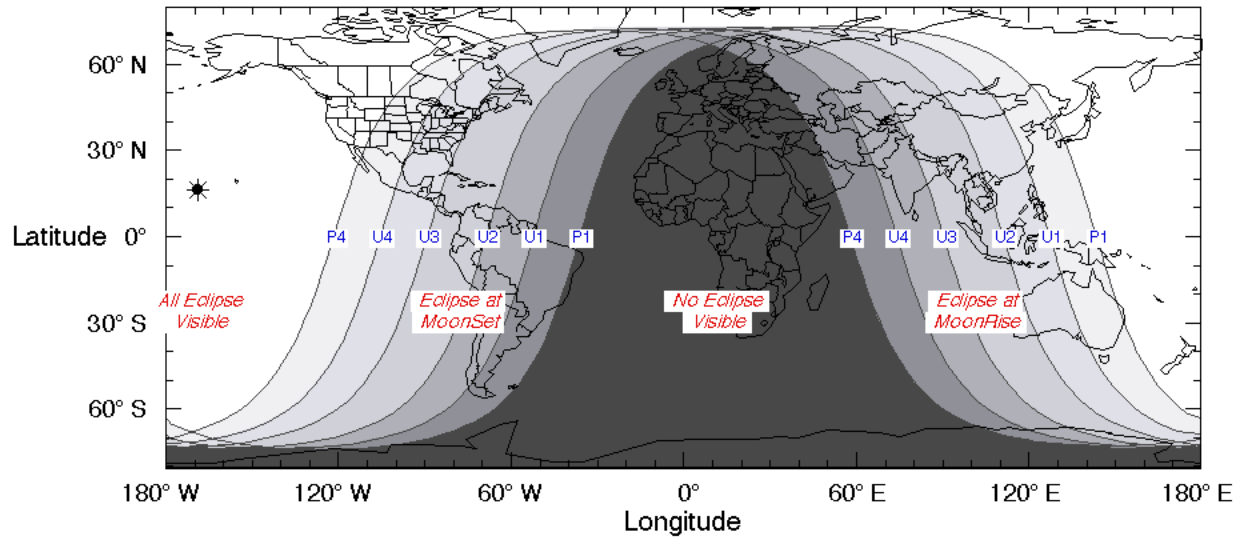
Carte mondiale de la visibilité de l'éclipse.